# Фрідріхсгафен (волейбольний клуб)
Фрідріхсгафен (нім. Verein für Bewegungsspiele Friedrichshafen, або VfB Friedrichshafen) — німецький чоловічий волейбольний клуб з однойменного міста. Переможець Ліги чемпіонів ЄКВ 2006—2007.

## Досягнення
- Переможець Ліги чемпіонів ЄКВ 2006–2007.
- Фіналіст Кубка чемпіонів ЄКВ 2000.

## Колишні гравці
- Валентин Братоєв
- Маартен ван Ґардерен
- Лукас Кампа
- Андреас Таквам
- Бенжамен Тоньютті
- Юліан Ценґер
- Йохен Шепс

## Тренери
- Вітал Гейнен
- Стелян Мочулеску
- Боґдан Танасе
- Марк Лебедєв